# Barbara Wolnicka-Szewczyk
Barbara Mirosława Wolnicka-Szewczyk (* 21. März 1970 in Katowice) ist eine ehemalige polnische Florettfechterin.

## Erfolge
Barbara Wolnicka-Szewczyk erzielte sämtliche internationalen Erfolge im Mannschaftswettbewerb. Bei Weltmeisterschaften gewann sie mit dieser 1998 in La Chaux-de-Fonds Bronze sowie 1999 in Seoul Silber. Darüber hinaus sicherte sie sich mit der Mannschaft bei den Europameisterschaften 2000 in Funchal Bronze. Wolnicka-Szewczyk nahm an drei Olympischen Spielen teil: 1992 belegte sie in Barcelona den 20. Rang im Einzel und den achten Rang mit der Mannschaft. Auch 1996 in Atlanta wurde sie mit der Mannschaft Achte, im Einzel erreichte sie den 28. Platz. Bei den Olympischen Spielen 2000 in Sydney zog sie in der Mannschaftskonkurrenz nach Siegen über China und Deutschland ins Finale um den Olympiasieg ein, das gegen Italien mit 36:45 verloren wurde. Gemeinsam mit Sylwia Gruchała, Magdalena Mroczkiewicz und Anna Rybicka erhielt sie somit die Silbermedaille. Sie wurde sechsmal polnische Landesmeisterin mit der Mannschaft.